# Open 13 1999 - Qualificazioni doppio
Le qualificazioni del doppio  dell'Open 13 1999 sono state un torneo di tennis preliminare per accedere alla fase finale della manifestazione. I vincitori dell'ultimo turno sono entrati di diritto nel tabellone principale. In caso di ritiro di uno o più giocatori aventi diritto a questi sono subentrati i lucky loser, ossia i giocatori che hanno perso nell'ultimo turno ma che avevano una classifica più alta rispetto agli altri partecipanti che avevano comunque perso nel turno finale.
Le qualificazioni del doppio del torneo Open 13 1999 prevedevano 4 coppie partecipanti di cui una è entrata nel tabellone principale.

## Teste di serie
1. Joan Balcells /  Andrei Pavel (Qualificati)

1. Gastón Etlis /  Rogier Wassen (ultimo turno)

## Qualificati
1. Joan Balcells  /   Andrei Pavel

## Tabellone

### Legenda
| - Q = Qualificato - WC = Wild card - LL = Lucky loser | - ALT = Alternate - SE = Special Exempt - PR = Protected Ranking | - w/o = Walkover - r = Ritirato - d = Squalificato |

|  | Primo turno | Primo turno                     | Primo turno                     | Primo turno | Primo turno |  |  | Ultimo turno | Ultimo turno               | Ultimo turno | Ultimo turno | Ultimo turno |  |
|  |             |                                 |                                 |             |             |  |  |              |                            |              |              |              |  |
|  | 1           | Joan Balcells Andrei Pavel      | Joan Balcells Andrei Pavel      | 6           | 6           |  |  |              |                            |              |              |              |  |
|  |             | Andrej Čerkasov Orlin Stanojčev | Andrej Čerkasov Orlin Stanojčev | 3           | 1           |  |  | 1            | Joan Balcells Andrei Pavel | 4            | 6            | 6            |  |
|  | 2           | Gastón Etlis Rogier Wassen      | Gastón Etlis Rogier Wassen      | 6           | 6           |  |  | 2            | Gastón Etlis Rogier Wassen | 6            | 3            | 3            |  |
|  |             | Sebastien Lami Cyril Saulnier   | Sebastien Lami Cyril Saulnier   | 1           | 3           |  |  |              |                            |              |              |              |  |